# Borluutsteen
Het Borluutsteen is een goed bewaard middeleeuws huis aan de noordzijde van de Korenmarkt te Gent. Het is gebouwd in circa 1175 van blauwgrijze kalksteen uit Doornik. 

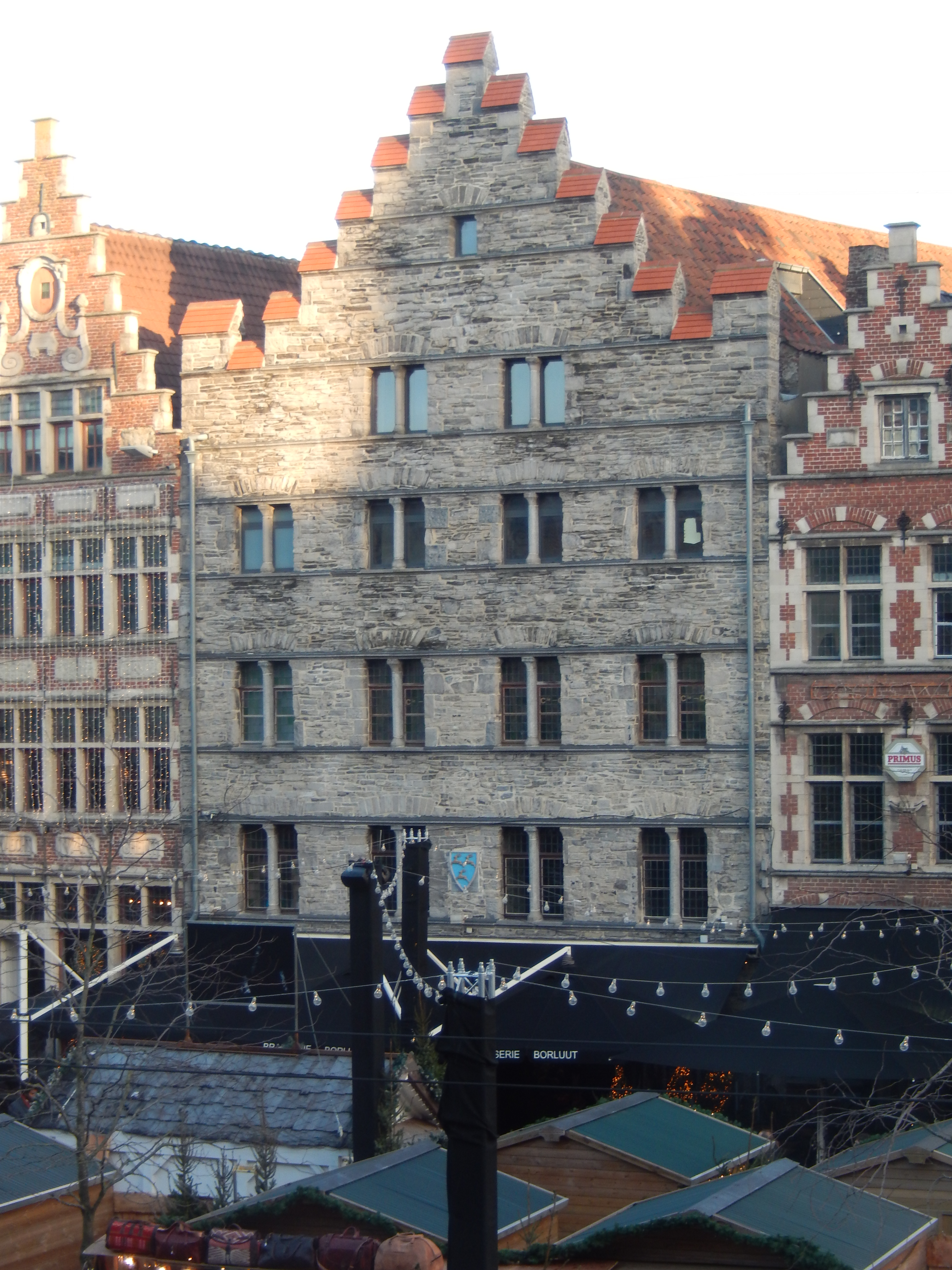
De voorgevel van het Borluutsteen

## Bouw

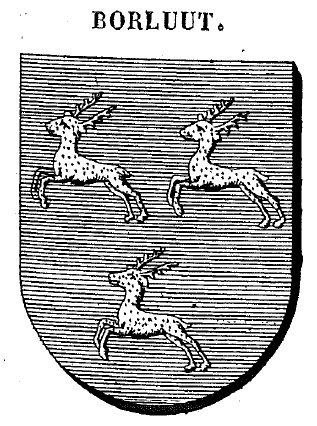
Het wapenschild van de familie Borluut, met 3 lopende herten

Het gebouw heeft vier traveeën en vijf bouwlagen. Het grondplan is trapeziumvormig, met een noordelijke zijde van 22 meter, een zuidelijke zijde van 20 meter en een breedte van 9,5 meter. Het huis kenmerkt zich door een trapgevel en horizontaal lopende waterlijsten tussen de verdiepingen. In de gevelmuur bevindt zich het wapenschild van de familie Borluut. Dit heeft een blauwe achtergrond en op de voorgrond staan drie lopende herten.
Op het gelijkvloers bevinden zich rondbogen, terwijl op de bovenverdiepingen de muuropeningen recht zijn.

## Naamgeving
De naam zou afkomstig zijn van de eigenaars 'Borluut’, een voor Gent zeer gekende familie. Deze familie zou volgens schrijver Frans De Potter hier met verschillende generaties gewoond hebben, maar daarover bestaat geen volledige zekerheid.

## Restauratie
In de 19e eeuw had men weinig aandacht voor middeleeuwse gevels en werd de originele gevel vervangen door een bepleisterde lijstgevel. De zo typische gevel die we nu zien, werd in 1933 door architect Frans Van Hove sr. gereconstrueerd op basis van de gelijkaardige achtergevel van het huis. In 2007 vond een laatste verbouwing plaats, waarbij een 17e-eeuwse dakspant werd hersteld.

## Middeleeuwse stenen
Tussen de 12e en de 14e eeuw werden heel veel huizen in Gent gebouwd met Doornikse kalksteen. Veel van deze huizen zijn nu verdwenen uit het straatbeeld.
Uit dezelfde periode bestaat nog wel het huis ‘Spijker’ op de Graslei dat zeer veel gelijkenissen vertoont met het Borluutsteen.

## Huidige situatie
Op het gelijkvloers bevindt zich een restaurant. De rest van het gebouw bestaat uit appartementen.